# معركة شحير
معركة شحير هي معركة حدثت بين قبيلة العوابثة والبحرية البرتغالية في النصف الأول من القرن التاسع الهجري

## ما قبل المعركة
بعد أن رست سفن القوات البرتغالية في ساحل شحير هاجرت القبائل والعوائل التي كانت تسكن شحير ولم يبقى منهم سوى العوابثة. حينها تشاور الزعماء في ما بينهم و كان من بينهم قاضي يدعى حمد بن سالم بلعمش العوبثاني وهو شخص له مكانة عظيمة بين قومه بسبب حكمته وعدالته حث قومه على محاربتهم وشجعهم على جهاد الصليبيين مما أدى إلى رفع المعنويات بين افراد القبيلة ، فتجهز كل رجل منهم بعتاده ومع ذلك كان فرق العتاد بين الفريقين كبير.
فالبرتغاليين كانوا مجهزين بالمدافع وبنادق القربينة (ابو فتيلة) وهي اسلحة لم تكن متوفرة في جزيرة العرب بذلك الوقت ، بينما عتاد قبيلة العوابثة كان يتكون من الرماح والسيوف.

## المعركة
بعد ما تجهز رجال العوابثة وأعدوا العدة والعتاد للمعركة ، طلب القاضي حمد بلعمش من الرجال بأن ينقسموا لقسمين قسم يهاجم من الأمام مباشرة وقسم يباغت العدو إذا اشتدت المعركة. وعندما انقسم الرجال وتقابل الجيشان بدأ البرتغاليون بقصف العوابثة بالمدافع مما زعزع ثباتهم وحطم معنوياتهم ،إلا أن القاضي حمد بلعمش تدارك الوضع وشجعهم وذكرهم بما سيحصل لذويهم واهلهم فتقدم الرجال واشتدت المعركة وكانت شبه متساوية إلا أن باغتت المجموعة الثانية البرتغاليين من الخلف وحاصروهم ، هنا انتصر العوابثة عليهم ولكن كان نصرا بطعم الخسارة فقد استشهد العديد من رجال العوابثة وقاداتها ومنهم القاضي حمد بن سالم بلعمش .

## غنائم المعركة
في هذه المعركة غنم العوابثة العديد من الاسلحة في هذه المعركة وأسروا سبيتين تم تأسيس منطقتين باسمهما وهما :سكلنزا وحباير .

## انظر ايضاً
- قبيلة العوابثة
- سلطنة ال عمر باعمر